# San Gemini
San Gemini – miejscowość i gmina we Włoszech, w regionie Umbria, w prowincji Terni.
Według danych na rok 2004 gminę zamieszkiwało 4510 osób, 167 os./km².